# Замкова гора (Біла Церква)
За́мкова гора́ — сучасна назва городища літописного міста Юр'єва, розташованого в центральній частині міста Біла Церква на Київщині, на лівому березі річки Рось.
Пам'ятка археології XI—XIII століть, узята під охорону держави згідно з постановою Ради Міністрів Української РСР № 711 від 21 липня 1965 року. Нині пам'ятка археології України національного значення IX—XIII століть, охоронний номер 100002-Н.

## Літописний Юр'їв
Юр'їв — літописне місто Київської Русі, розташоване на березі річки Рось. Цей форпост для оборони південних рубежів був заснований у 1032 році Київським князем Ярославом Мудрим. Вперше згадується в «Повчанні» Володимира Мономаха, остання згадка — в «Іпатіївському літописі» XIII століття.
Відповідно до традицій тих часів, місто назвали на честь князя-засновника, його християнського імені Георгій-Юрій — Юр'євом. Наприкінці XI століття тут побудували епископську церкву, що одержала в народі назву «Біла церква» і згодом дала нинішню назву місту — Біла Церква. Відтоді існувала єпископська кафедра, яка вперше згадується в літописі під 1089 роком і, також, згадується її глава єпископ Марин. Наявність кафедри на південноруському порубіжжі, населеному переважно тюркськими племенами, можна пояснити, потребою поширення християнства серед частини цих племен, які з благословення Князя Ярослава Мудрого примкнули до Київської держави. Літопис згадує половецьку навалу 1095 року, коли юрівці і засаківці змушені були покинути свої міста і відступити до столичного Києва, неподалік збудувати нове городище і Юрівський монастир, який проіснував до XVII століття в селі Юрівка, Києво-Святошинського району Київської області. Більше всього Юрівське євангліє було написано в літописному Юр'єві. Проіснувала юр'ївська єпархія до монголо-татарської навали.
Впродовж XII століття Юр'їв брав активну участь у боротьбі з половцями і піддавався руйнуванню та спустошенню. Після значного руйнування половцями 1095 року, на відміну від літописного Засакова, місто Юр'їв було знову відбудовано у 1103. У другій половині XII ст. під стінами Юр'єва половці двічі зазнали нищівних поразок.
Після повторного спалення міста монголо-татарами у 1240 році на Замковій горі залишились лише руїни церкви святого Георгія, яка, на відміну від попереднього храму, не була білого кольору. Оскільки в народі Георгій (Юрій) вважався святим, що носить білий одяг, то й рештки храму, який слугував орієнтиром серед степу теж стали називати церквою Білого, тобто Юрія.

## Городище Юр'єва
Городище Юр'єва (дитинець) мало площу близько 4 га і було важливим оборонним пунктом, ймовірно, значну його частину займало подвір'я єпископа. Поселення (посад) було сформоване навколо Замкової гори і, за припущеннями дослідників, його межі збігаються із трасою валу, який показаний на планах XVIII століття й охоплював територію площею до 90 га. Район сучасної Соборної площі, що прилягає до Замкової гори з північного боку був досить заболоченою місцевістю, проте юр'ївці подолали природу і аж до зруйнування монголо-татарами у 1240 році тут існували житлові будинки. В цілому, розкопки підтверджують заселеність теренів посаду до XV століття включно.
Археологічні дослідження городища (1978, 1980—1983, 1998, 2011—2012) виявили рештки дерево-земляних укріплень (1-ша пол. XI століття), фундамент мурованого триапсидного храму (2-га пол. XII ст. — 1-ша пол. XIII ст.), християнський могильник XI—XIII ст., рештки численних споруд. Також простежено шари руйнування, пов'язані з половецьким нападом 1095 року та монголо-татарською навалою 1240 року, після якої життя на Замковій горі припинилося до середини XVI століття. Серед знахідок — дерев'яні саркофаги, фрагмент гаптованої золотом візантійської шовкової тканини, хрести-енколпіони, «писала».

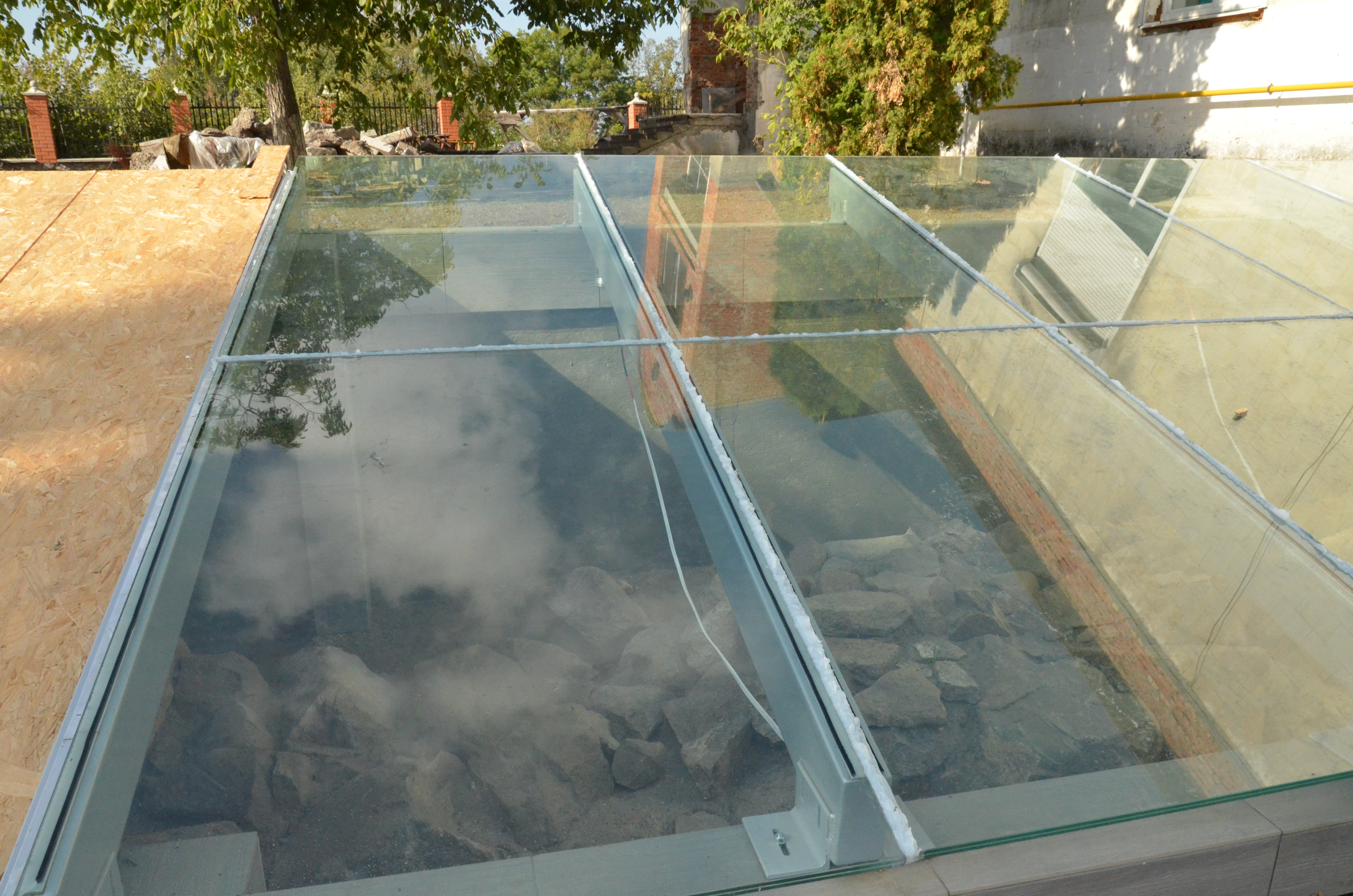
Музеєфіковані підмурівки храму на Замковій горі
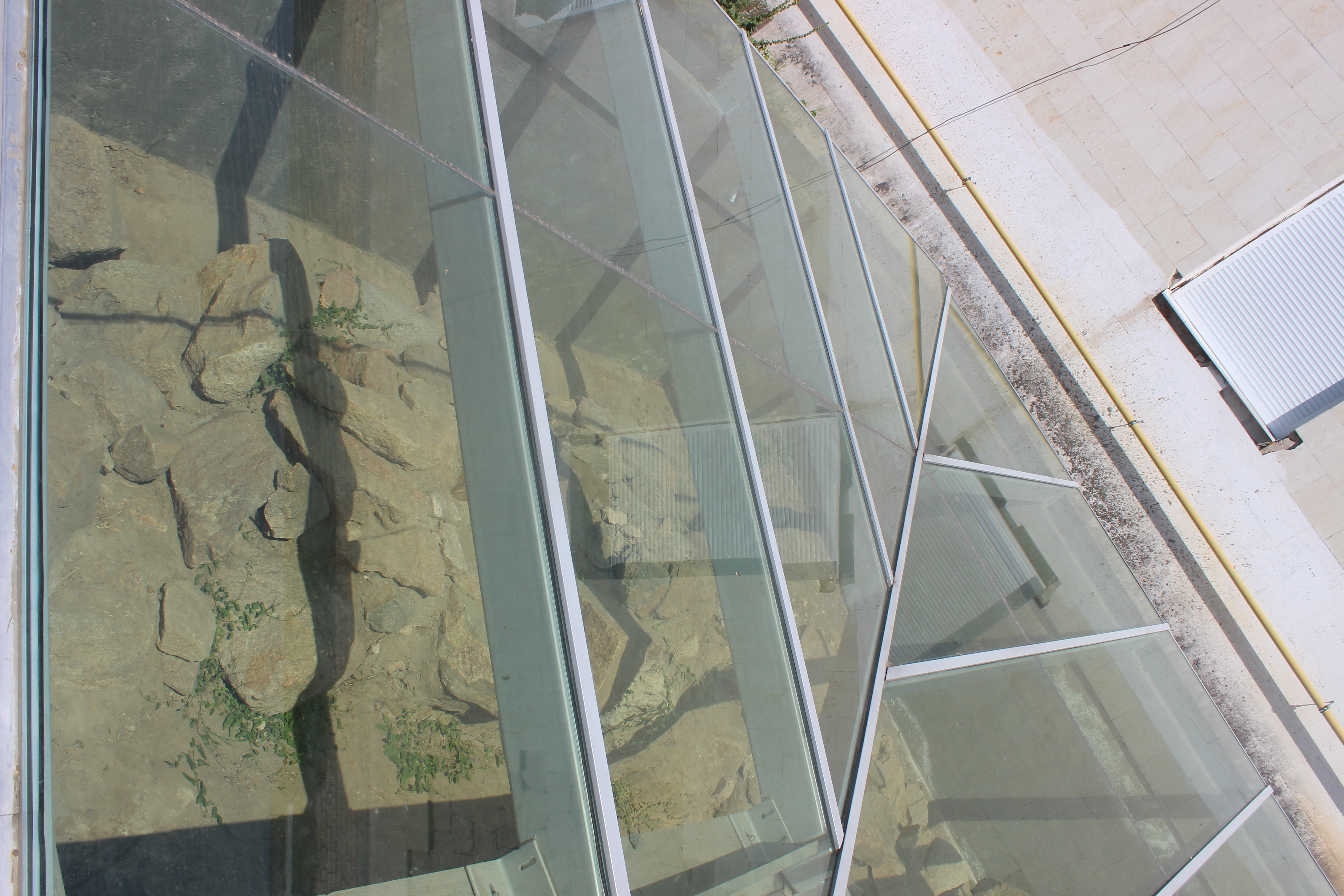
Рештки фундаменту давнього храму, виявлені під час розкопок

## Фортифікації XVI—XVIII століть
1550 або, за іншими даними, 1552 року на Замковій горі Київським воєводою Семеном-Фрідріхом Пронським було збудовано замок. У 1649 році його значно укріпив і розбудував інший Київський воєвода — Стефан Чарнецький.
В другій половині XVII та протягом XVIII століття Білоцерківська фортеця складалася з двох частин — верхнього та нижнього замків. Нижній замок розташовувався на місці сучасних Замкових провулків, верхній — безпосередньо на Замковій горі і мав чотири бастіони. Обидва замки були оточені ровом. Через своє стратегічне розташування на великих транзитних шляхах Білоцерківська фортеця була епіцентром всіх збройних конфліктів, які відбувалися на території України в ті часи.
Після Другого поділу Речі Посполитої 1793 року замок відійшов у володіння Російської імперії. За наказом імператриці Катерини II фортецю було повністю зруйновано.

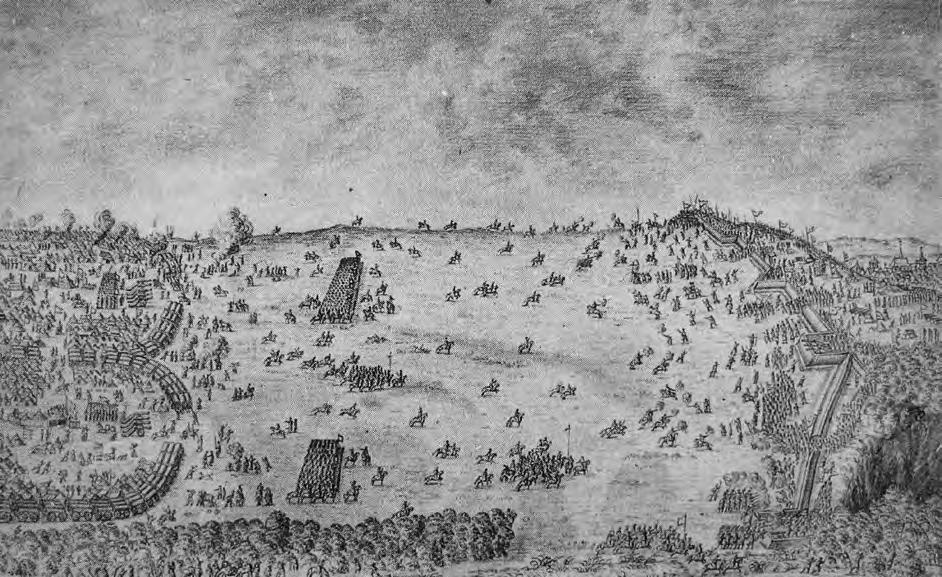
Битва під Білою Церквою. 24 вересня 1651
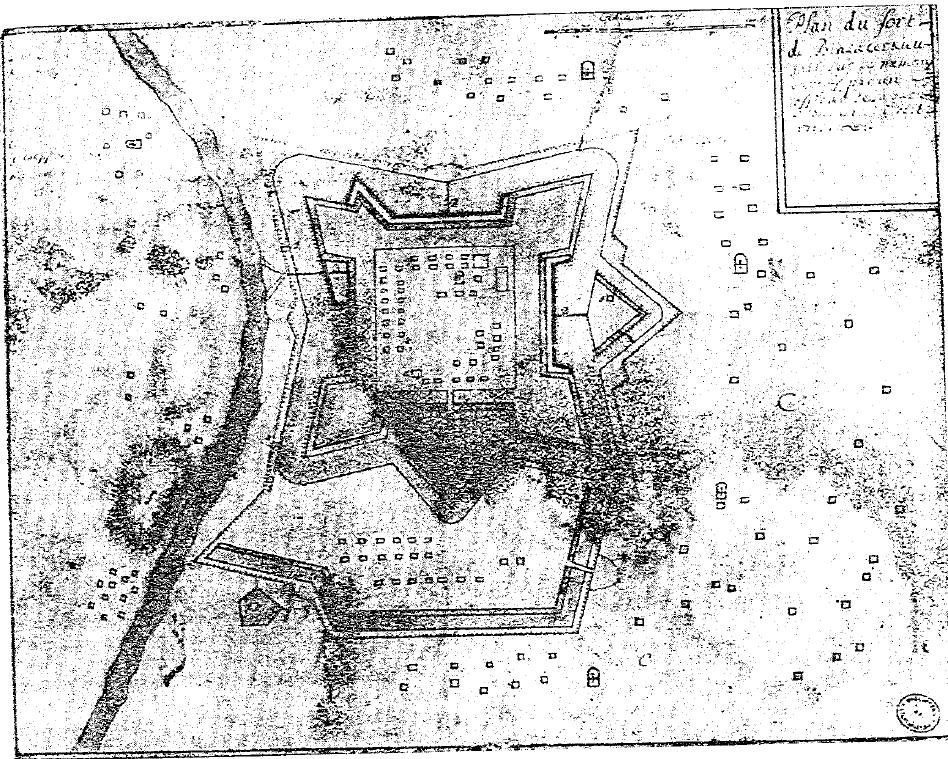
План фортифікацій Білої Церкви. 1713
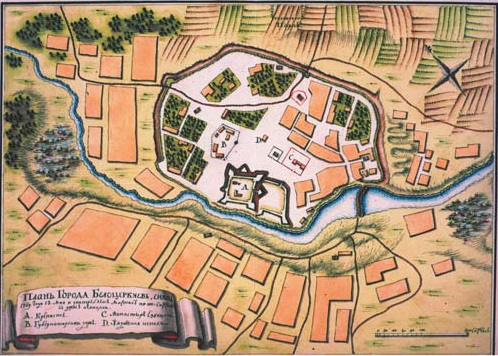
План Білої Церкви. 1769
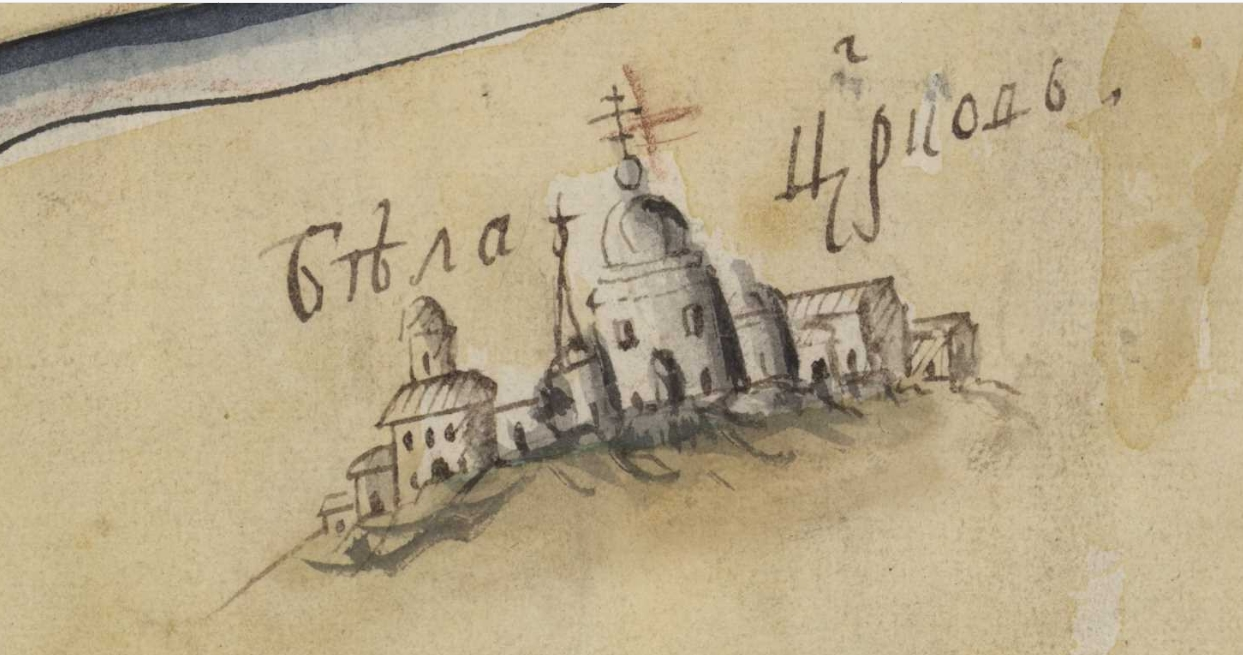
Фрагмент карти Київської губернії. XVIII століття

## Маєток Браницьких
Від 1775 і до 1917 року Біла Церква була маєтком роду Браницьких. У 1796 році на Замковій горі ними було збудовано зимовий палац, а у 1816 — католицький Костел святого Івана Хрестителя. Влітку графи жили в літньому палаці в парку «Олександрія».

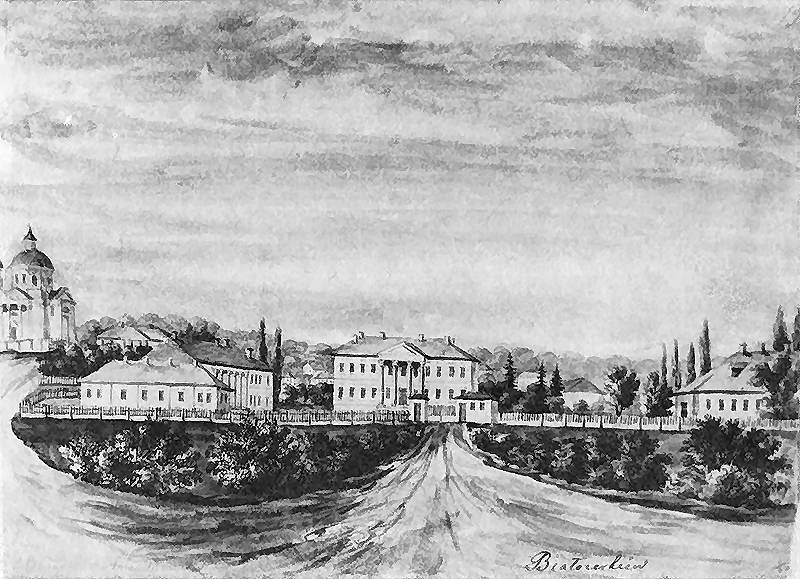
Палац Браницьких та костел Івана Хрестителя. 1870-1874
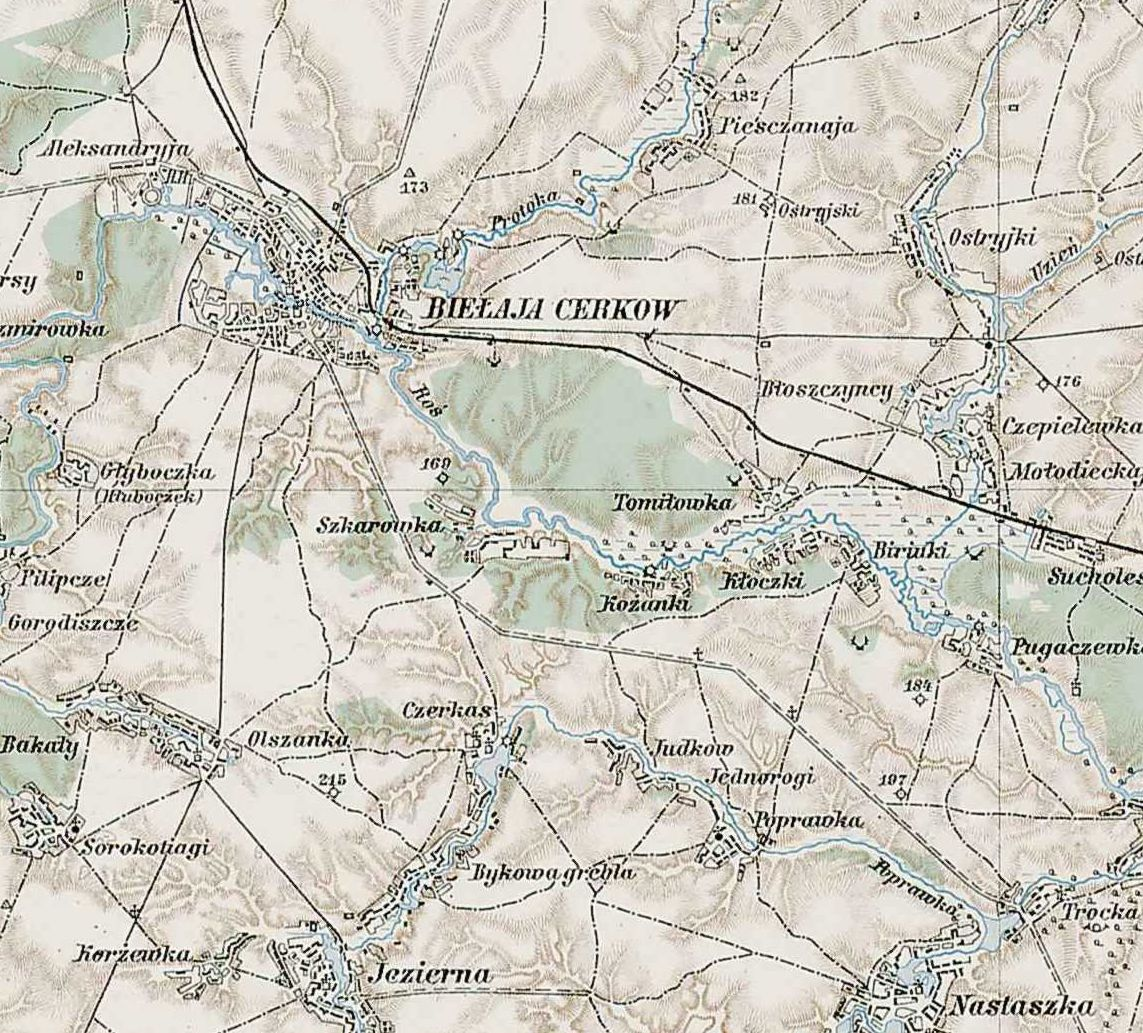
Біла церква з околицями на мапі. 1889
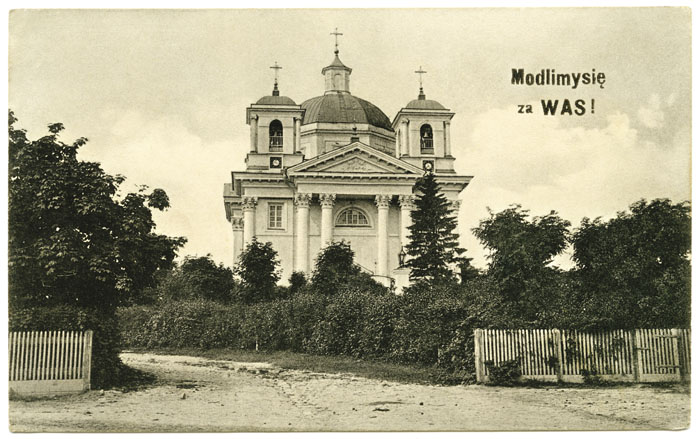
Костел святого Івана Хрестителя. 1914
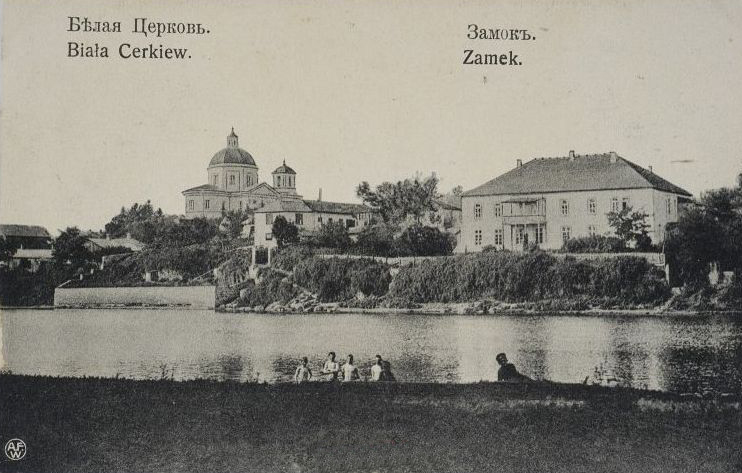
Палац Браницьких та костел Івана Хрестителя. XX століття

## Сучасний стан

Протягом років призначення зимового палацу неодноразово змінювалося: житлове приміщення графів, музей зброї Браницьких, головне управління маєтком, штаби районних партійних організацій, районний комітет КПУ (1930—1941), німецький військовий шпиталь (1941—1944), шпиталь для військовополонених (1944—1949), райвиконком (1950—1969). У 1963 році будівлю було взято під охорону державою і внесено до списку пам'яток архітектури національного значення. Сьогодні тут розміщуються музична школа та районний архів.
Костел на Замковій горі, після приходу до влади більшовиків, практично не використовувався. У 1930 році був остаточно закритий і стояв пусткою, зазнав значних руйнувань. У 1950—1960 роках тут був лекційний зал, пізніше — склад. В 1960 році через Замкову гору проклали дорогу, а 1961 року вирішено у костелі влаштувати картинну галерею. Реставраційні роботи було завершено у 1978, а в 1979 будівлю внесли до списку пам'яток архітектури національного значення. У той же період було змінено попередній задум щодо її призначення і прийнято рішення використовувати у якості залу органної та камерної музики. 7 березня 1990 року тут відбувся перший органний концерт.
У 2011 році Благодійний фонд Костянтина Єфименка ініціював проведення розкопок фортифікаційних споруд Замкової гори та відродження історичного храму — «Білої Церкви». Протягом 2011—2012 років фахівці Інституту археології НАН України виконали розкопки та дослідження. Знахідки було передано до Білоцерківського краєзнавчого музею, виявлені підмурівки стародавнього православного храму — музеїфіковано.
Громадськість міста виступала проти будівництва нового храму, мотивуючи це необхідністю збереження музейного комплексу Замкової гори, неможливістю відтворити церкву в оригінальному вигляді за браком джерел, а також спробою отримати матеріальний зиск з побудови церкви на місці історичної пам'ятки. Ще одним аргументом була необхідність детальнішого археологічного дослідження Замкової гори, оскільки у 1970-х роках тут було знайдено німецьке поховання часів Другої світової війни. Проте 1 липня 2011 року Білоцерківською міською радою було прийнято рішення про будівництво Храму Святого Великомученика Георгія Побідоносця. Зведення храму було завершено у 2013 році. Церкву пофарбовано в білий колір, а місцями залишено непоштукатурені фрагменти цегляної кладки. Для внутрішнього розпису було обрано візантійський стиль, який традиційно використовували для оздоби культових споруд у XII столітті. У 2015 році, з нагоди Дня міста, було встановлено нічне підсвічування храму.

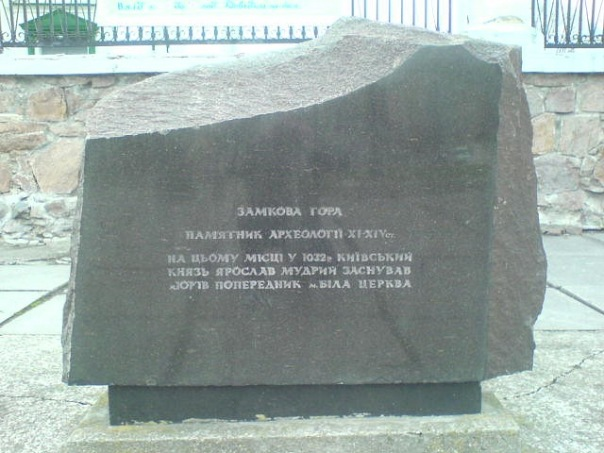
Інформаційний знак про охоронний статус пам'ятки
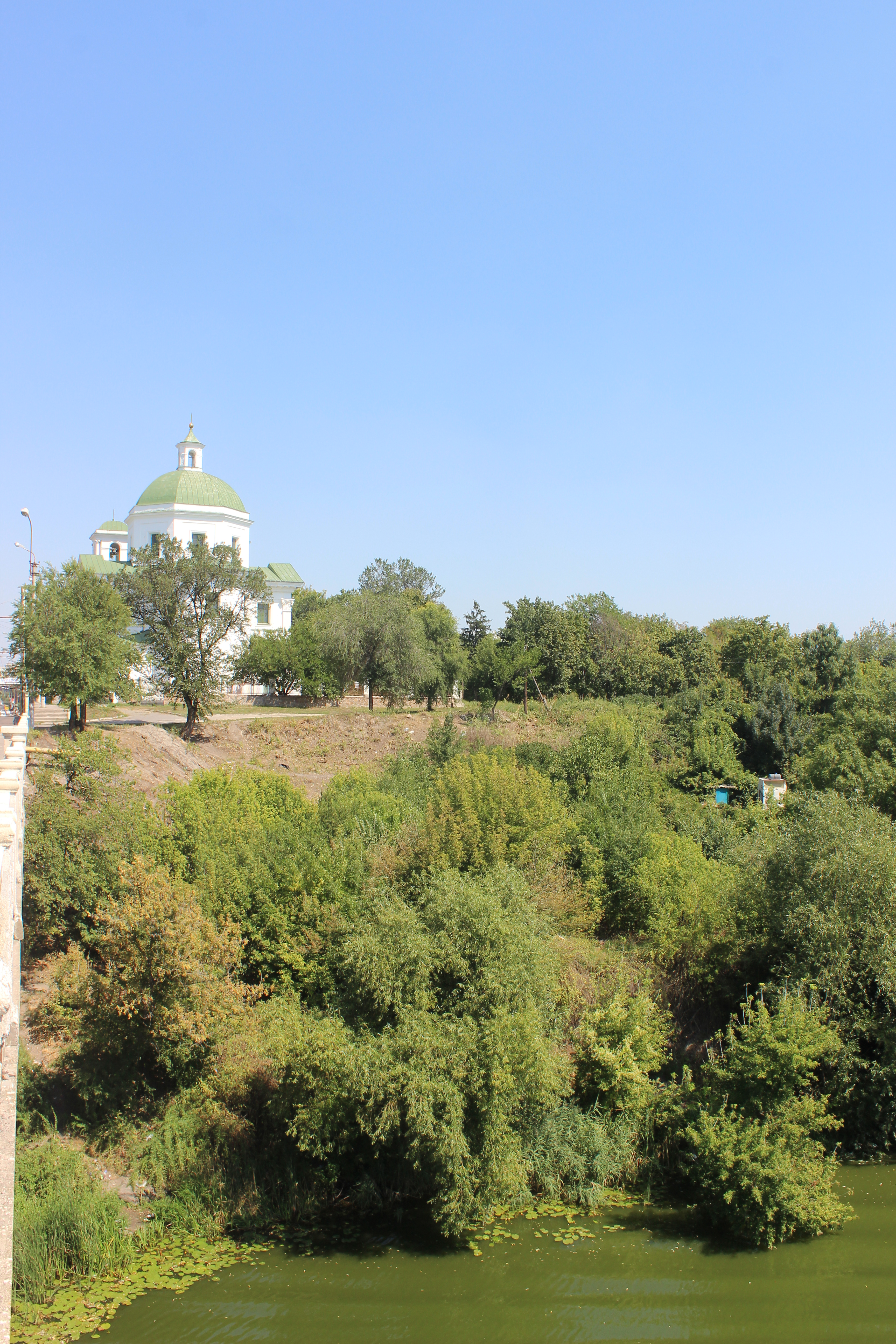
Вид на Замкову гору з берега річки
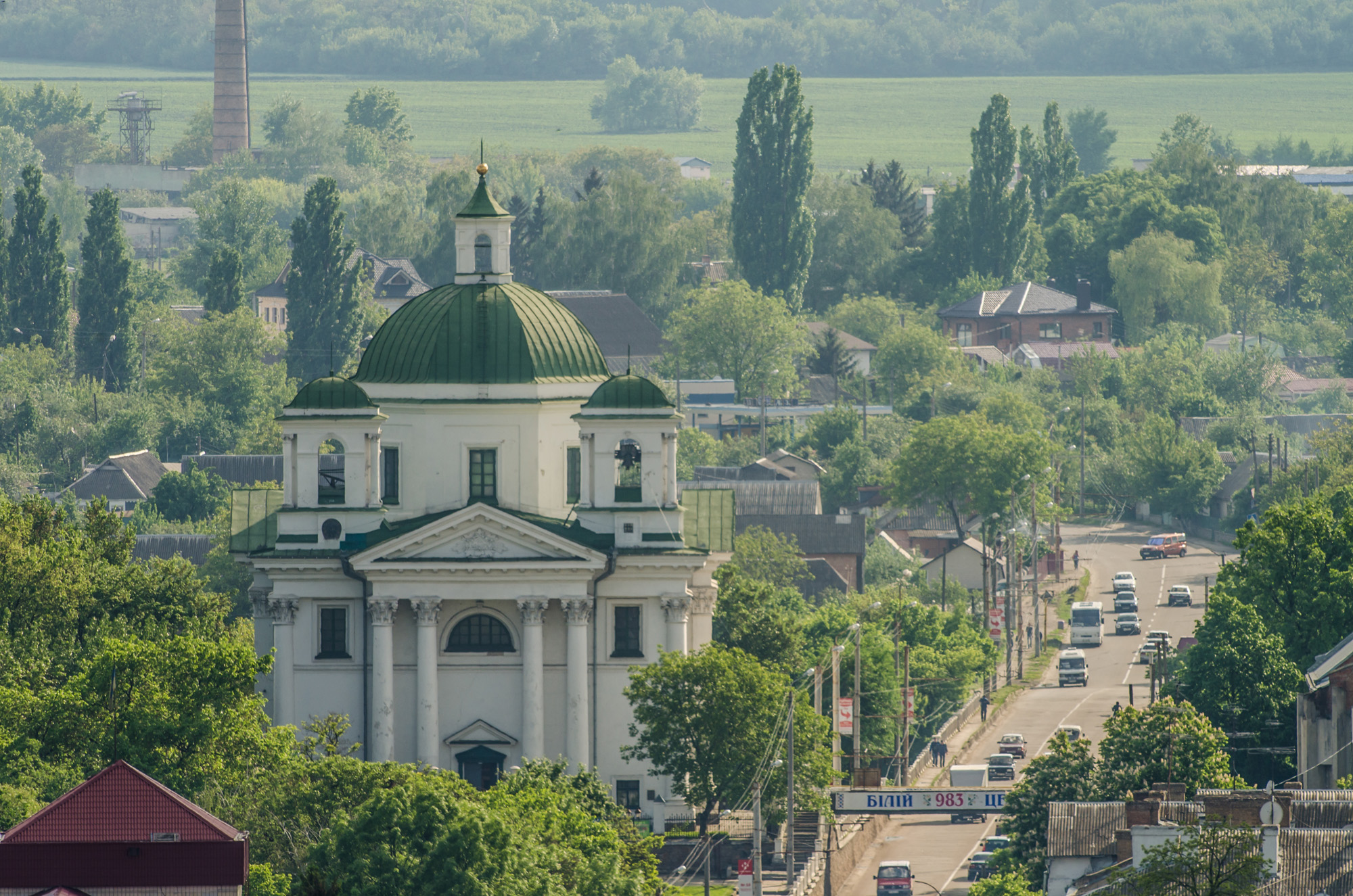
Костел святого Івана Хрестителя
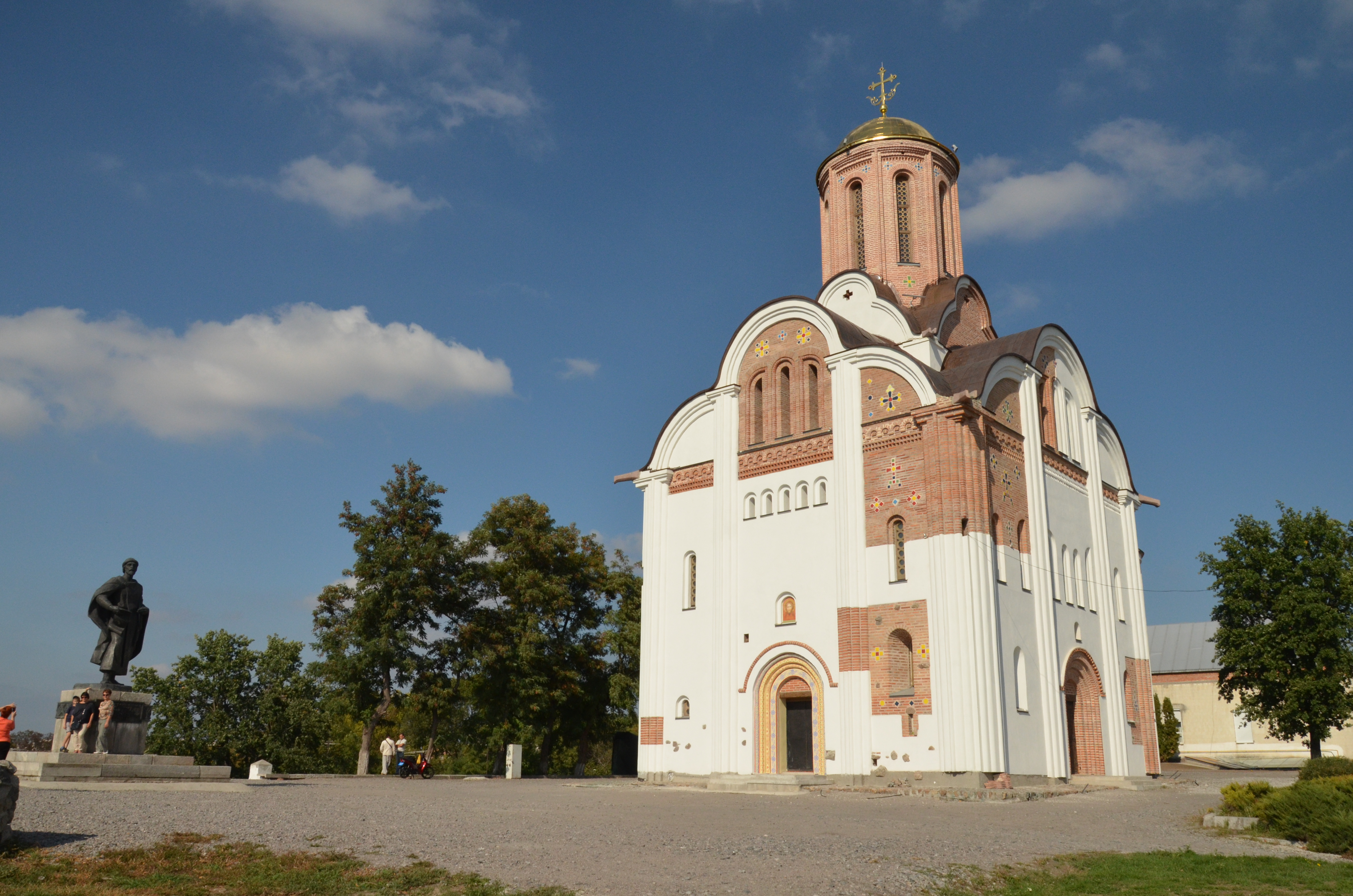
Храм святого Георгія Побідоносця
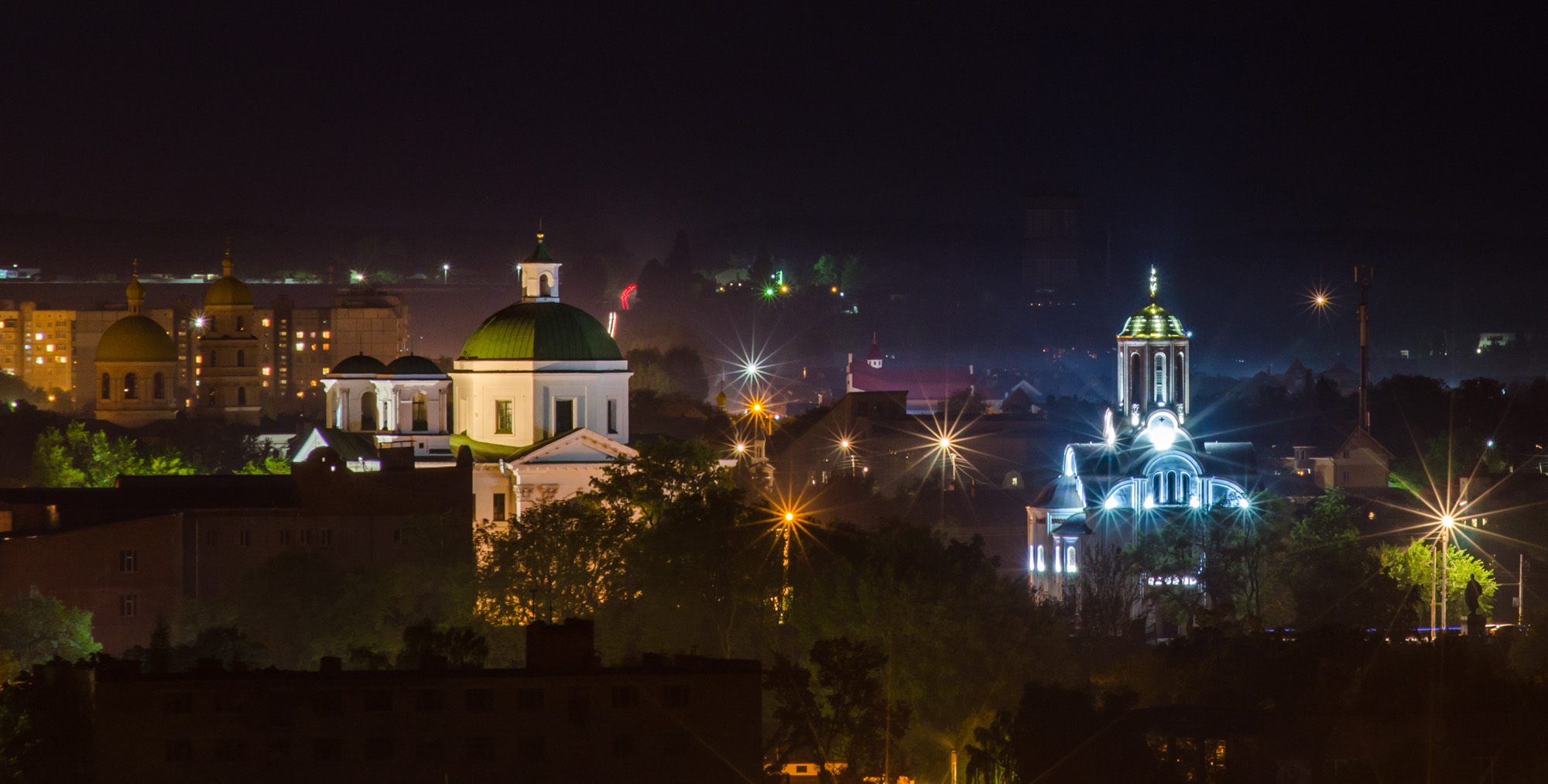
Нічний вид Замкової гори